# Reynísima
Reynísima es una canción interpretada por la cantante y compositora mexicana Alejandra Guzmán. La canción fue lanzada oficialmente el 20 de abril del 2023 en plataformas digitales a través de la discográfica Universal Music.

## Lista de canciones

### Descarga digital[3]
- 'Reynísima' - 3:14

## Vídeo musical
El vídeo fue dirigido por Pablo Croce y se muestra a la cantante estando en una escenografía tipo oscura y sentada en una silla tipo trono royal.
Se publicó en su canal VEVO en YouTube el mismo día de lanzamiento y hasta ahora alcanzó más de 5 millones de reproducciones desde su estreno.

## Posicionamiento en listas
| Lista (2022)            | Mejor posición |
| ----------------------- | -------------- |
| México (Monitor Latino) | 50             |
| México (Spotify Charts) | 163            |

## Historial de lanzamiento
| Región | Fecha               | Formato                     | Discográfica                            | Ref. |
| ------ | ------------------- | --------------------------- | --------------------------------------- | ---- |
| Varios | 21 de abril de 2023 | Descarga digital, Streaming | Universal Music, Universal Music México |      |